# SOX21
SOX21 (англ. SRY-box 21) – білок, який кодується однойменним геном, розташованим у людей на короткому плечі 13-ї хромосоми. Довжина поліпептидного ланцюга білка становить 276 амінокислот, а молекулярна маса — 28 580.
| 10         |  | 20         |  | 30         |  | 40         |  | 50         |
| ---------- |  | ---------- |  | ---------- |  | ---------- |  | ---------- |
| MSKPVDHVKR |  | PMNAFMVWSR |  | AQRRKMAQEN |  | PKMHNSEISK |  | RLGAEWKLLT |
| ESEKRPFIDE |  | AKRLRAMHMK |  | EHPDYKYRPR |  | RKPKTLLKKD |  | KFAFPVPYGL |
| GGVADAEHPA |  | LKAGAGLHAG |  | AGGGLVPESL |  | LANPEKAAAA |  | AAAAAARVFF |
| PQSAAAAAAA |  | AAAAAAGSPY |  | SLLDLGSKMA |  | EISSSSSGLP |  | YASSLGYPTA |
| GAGAFHGAAA |  | AAAAAAAAAG |  | GHTHSHPSPG |  | NPGYMIPCNC |  | SAWPSPGLQP |
| PLAYILLPGM |  | GKPQLDPYPA |  | AYAAAL     |  |            |  |            |

A: Аланін

C: Цистеїн

D: Аспарагінова кислота

E: Глутамінова кислота

F: Фенілаланін

G: Гліцин

H: Гістидин

I: Ізолейцин

K: Лізин

L: Лейцин

M: Метіонін

N: Аспарагін

P: Пролін

Q: Глутамін

R: Аргінін

S: Серин

T: Треонін

V: Валін

W: Триптофан

Кодований геном білок за функцією належить до активаторів. 
Задіяний у таких біологічних процесах, як транскрипція, регуляція транскрипції. 
Білок має сайт для зв'язування з ДНК. 
Локалізований у ядрі.